# Солдак Ігор Іванович
Солдак Ігор Іванович (1943—2007) — український гігієнист, санітарний лікар, доктор медичних наук, професор, завідувач кафедри гігієни Донецького національного медичного університету ім. М. Горького. Член Донецького відділення НТШ з 2004 року.

## Біографія
Народився 23 липня 1943 року у м. Донецьку.
Після середньої школи у 1960 році працював препаратором у Донецькому НДІ фізіології праці, потім вступив до Донецького медичного інституту ім. М. Горького на санітарно-гігієнічний факультет. По закінченню інституту до 1971 р. — лікар з гігієни праці, завідувач санітарно-гігієнічного відділу Жовтневої районної СЕС Миколаївської області. З 1971 р. — молодший, старший науковий співробітник, завідувач лабораторії фізіологічної раціоналізації праці Донецького НДІ гігієни праці та професійних захворювань.
У 1978 р. захистив кандидатську дисертацію, а у 1988 р. — докторську дисертацію. З 1989 р. працював у Донецькому національному медичному університеті ім. М. Горького на посаді доцента, професора кафедри гігієни праці, а з 1998 року до 2007 р. — завідувач кафедри гігієни. Вчене звання професора присвоєно у 1993 р. У 1991 р. при активній участі проф. Солдака І. І. відкрита спеціалізована вчена рада з захисту докторських дисертацій за спеціальністю «гігієна».
Розробив концепцію темпо-оптимізації трудової діяльності, яка заснована на принципах фізіологічної переваги індивідуального темпу роботи та фізіологічної еквівалентності факторів праці, котра суттєво доповнила теорії активності та адаптації; розроблені показники інтегральної оцінки теплових станів людини та виробничого мікроклімату, комплексної гігієнічної оцінки умов праці, диференційовані норми мікроклімату, класифікація праці за ступенем важкості, фізіологічні режими адаптації та трудової реабілітації, фізіологічні індивідуалізовані норми праці для гірників глибоких вугільних шахт та ін.

## Творчий доробок
Солдак І. І. — автор понад 200 наукових публікацій: З монографій, 7 наукових брошур, 7 навчальних посібників для вузів, 4 винаходів, 16 методичних вказівок і рекомендацій, 7 державних стандартів, в тому числі 6 галузевих стандартів Вищої освіти та ін., підготував 6 кандидатів наук.
Він розробив концепцію темпо-оптимізації трудової діяльності, розробив показники інтегральної оцінки теплових станів людини, класифікацію фізичної діяльності, диференційовані норми виробничого мікроклімату.
Основні друковані праці:
- Солдак І. І., Максимович В. О., Лапшина Г. Г., Оптимальні та допустимі поєднання параметрів мікроклімату.- Львів, 1993. — 84 с
- Солдак И. И., Максимович В. А., Пефтиев и др. Острые и хронические перегревы: клиника, диагностика, профилактика. — Донецк: Мрия, 1996. — 84с.
- Солдак И. И., Пефтиев И. Ф., Максимович В. А. и др. Острые тепловые поражения: Учебное пособие / МЗ Украины. — Донецк, 1996. — 40 с.
- Гигиена труда и производственная санитария: Учебное пособие/ Под ред. И. И. Солдака. -Донецк: РБ Донбасс, 1997. — 121 с.
- Максимович В. О., Солдак І. І., Горецкий О. С. Контроль та поліпшення теплового стану людини / И. И. Солдак, В. И. Солдак, В. Г.
- Башук и др. За ред. І. І. Солдака.- Донецьк, 1997.-158 с.
- Максимович В. А. Солдак И. И., Беспалова СВ. Медицинская биоэнергетика. — Донецк: ДонНУ, 2003. — 229 с.
- Підприємства вугільної промисловості ДСП 3.3.1.095-2002 / Мухін В. В., Солдак П., Ластков Д. О. — К.: МОЗ України. — 2003. — 36 с.
- Гігієна праці: Навчальний посібник / I.I. Солдак, О. П. Яворовський. С. Т. Брюханова та ін. / За ред.. О. П. Яворовського, І. І. Солдака.- К.: Медицина, 2004. — 144 с.
- Гігієна праці у парфумерно-косметичному виробництві: Навчальний посібник / О. П. Яворовський, І. І. Солдак, С. Т. Брюханова та ін. / За ред.. О. П. Яворовського, І. І. Солдака. — К.: Медицина, 2007. — 256 с
- Физиология труда — век XXI / Максимович В. А., Солдак И. И., Тарапата Н. И. и др.- Донецк: Донеччина, 2008. — 160 с.